# Georges Douay
Pour les articles homonymes, voir Douay.
Georges Douay (Paris, 7 janvier 1840 - Paris 9e, 28 septembre 1919) est un compositeur et collectionneur français.

## Biographie
Compositeur en vogue dans les années 1860-1870, on lui doit de nombreuses chansons et les partitions d'opérettes. À sa mort, il lègue à la Bibliothèque de l'Arsenal une collection riche de plus de 50 000 pièces concernant le théâtre, qui comprend des documents imprimés, 700 estampes et 1 500 manuscrits. Cette collection est à l'origine de l'orientation théâtrale de l'établissement.

## Œuvres
On lui doit plus de 400 compositions sur des textes de Francis Tourte, William Busnach, Adolphe Huard ou Alexandre Flan, parmi d'autres.